# Glen Combs
Glen Courtney Combs (Hazard, 30 ottobre 1946) è un ex cestista statunitense, professionista nella ABA.

## Carriera
Venne selezionato dai San Diego Rockets al quinto giro del Draft NBA 1968 (51ª scelta assoluta).

## Palmarès
- Campionato ABA: 1

Utah Stars: 1971
- ABA All-Star Game: 3

1970, 1971, 1972
- Ventiquattresimo miglior marcatore di sempre ABA
- Maggior numero di tiri da tre punti realizzati in stagione ABA: (1971-1972)
- Secondo miglior giocatore di sempre in ABA per percentuale al tiro da tre punti (.367)
- Terzo giocatore con il maggior numero di tiri da tre punti messi a segno nella storia dell'ABA (503)
- Diciannovesimo per numero di assist di sempre ABA